# Dicrostonyx richardsoni
Dicrostonyx richardsoni is een zoogdier uit de familie van de Cricetidae. De wetenschappelijke naam van de soort werd voor het eerst geldig gepubliceerd door Merriam in 1900.

## Voorkomen
De soort komt voor in Canada.